# مدير مكتب بريد نيويورك المؤقت (طابع)
طابع مدير مكتب بريد نيويورك المؤقت، هو طابع بريد أصدره مكتب بريد نيويورك لتسهيل الدفع المسبق للبريد في وقت لم تكن فيهِ الولايات المتحدة قد أصدرت طوابع بريدية للاستخدام الوطني. طُرح للبيع في 14 يوليو 1845، وكان أول طابع بريد مؤقت يُصدره مكتب بريد محلي استجابةً لقانون إصلاح البريد الصادر عن الكونغرس الأمريكي والذي دخل حيز التنفيذ قبل أسبوعين.
وحد هذا القانون، الصادر في 3 مارس 1845، أسعار البريد على مستوى البلاد، مما جعل استعمال الطوابع وسيلة عملية وموثوقة للدفع المسبق للبريد. قبل هذا التوحيد، كانت الرسوم البريدية المختلفة في مختلف الولايات القضائية تجعل من الصعب التنبؤ بها، مما حال دون دفع جميع الرسائل مسبقًا بالطوابع كأمر طبيعي، مما أدى إلى أن يدفع مستلمو الرسائل - وليس المرسلون - رسوم البريد على توصيلها عمومًا. وأعلنت بالتيمور عن إصدار طابع بريد مؤقت بعد نيويورك بيوم واحد، في 15 يوليو، وسرعان ما تبعتها نيو هافن. ويُعتبر إصدار نيويورك "الأكثر أناقةً في التصميم والانتشار من بين مجموعة الطوابع البريدية المؤقتة التي أصدرها أحد عشر مكتب بريد أمريكي مختلفًا بين عامي 1845 و1847".

## الإصدار
كانت الاستعدادات لإصدار طابع نيويورك المؤقت من بين أولى خطوات مدير مكتب بريد المدينة، روبرت هـ. موريس، الذي تولى منصبه في 21 مايو 1845 (وهو العام الذي سبقه، حيث أكمل فترة ولايته كعمدة نيويورك الرابع والستين). ولإنتاج الطابع، تعاقد موريس مع شركة راودون، رايت، وهاتش، الرائدة في مجال طباعة الأوراق النقدية. وبتصميم مستوحى من صورة جورج واشنطن التي رسمها غلبرت ستيوارت، أنتجت الشركة لوحة نقش طبع عليها أربعين صورة طابع؛ وكان الخبراء يعتقدون في البداية أن عدد الطوابع يتراوح بين خمسين ومئة، إلا أن جهود الطلاء التي بذلها هواة جمع الطوابع أبراهام هاتفيلد عام 1921 أثبتت في النهاية أن اللوحة تتكون من ثمانية صفوف أفقية، كل صف منها يتكون من خمسة طوابع. في 12 يونيو، تلقى موريس فاتورة بقيمة 55.01 دولارًا والدفعة الأولى من الطوابع، وفي ذلك اليوم أرسل نسخًا من الرسالة المقتطفة أدناه إلى مديري مكاتب البريد في بوسطن وفيلادلفيا وألباني وواشنطن، مرفقًا بها طابع بريد نموذجي في كل منها: ((سيدي العزيز، لقد اعتمدتُ طابعًا بريديًا أبيعه بخمسة سنتات للطابع الواحد. المرفق واحد فقط... لن يعترف مكتبكم رسميًا بطابعي، بل سيُطبّق عليه طابع بريد الدفع المسبق فقط. في حال إيداع خطاب موجه إلى مدينة نيويورك، يحمل أحد طوابعي، في مكتبكم، عن طريق الخطأ، فسأُعلّمكم أنه غير مدفوع، كما لو لم يكن عليه طابع بريدي، مع العلم أنني سأُسلّمه عند وصوله إلى مكتبي كرسالة مدفوعة. وبهذه الطريقة، ستُحفظ حسابات المكتب كما هي الآن...)).

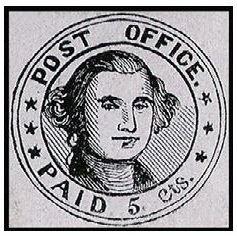
طابع مكتب بريد ميلبوري المؤقت، 1846

بينما رأت مدن أخرى أنه من المناسب طرح أكثر من فئة مؤقتة - طبعت بروفيدنس طوابع بريدية بقيمة 5 سنتات و10 سنتات، بينما ظهرت طوابع سانت لويس بيرز بفئات 5 سنتات و10 سنتات و20 سنتًا - رأى موريس أن طابعًا واحدًا يكفي لمدينة نيويورك. يعكس هذا القرار موقع نيويورك المركزي بين المدن الساحلية الكبرى: إذ غطّى سعر الـ 5 سنتات البريدية تكلفة نقل البريد لأي مسافة تصل إلى ثلاثمائة ميل، ولم يتجاوز نطاق مراسلات نيويورك سوى القليل (على عكس بروفيدنس وسانت لويس البعيدة).
بما أن نيويورك كانت آنذاك مقرًا لمعظم شركات طباعة الأوراق النقدية والشهادات للمؤسسات المالية المحلية في جميع أنحاء البلاد، فليس من المستغرب أن يُجسّد طابع نيويورك المؤقت أعلى معايير التصميم والإنتاج المتاحة. ويتضح أن المدن الصغيرة لم تكن بالضرورة تفترض وجود مرافق طباعة متطورة، من خلال الرسم التوضيحي المرفق للطابع المؤقت الوحيد الآخر من تلك الحقبة، والذي احتوى صورة لجورج واشنطن، مطبوعًا باستخدام قالب خشبي، وأصدره مكتب بريد ميلبوري، ماساتشوستس، عام 1846.
ساعدت الطوابع المؤقتة التي قدمتها البلديات الأمريكية لمديري مكاتب البريد في هذه السنوات على التعريف باستعمال الطوابع لدفع رسم البريد المسبق وترويجه استعدادًا للإصدار الوطني النهائي، وفي هذه العملية، لعب إصدار نيويورك دورًا رئيسيًا.

## التوزيع
على الرغم من أن طابع نيويورك المؤقت، الذي عرض في 14 يوليو 1845، كان أول طابع بريد يصدره مدير مكتب بريد محلي في الولايات المتحدة، إلا أن حداثته لم تشكل عائقًا أمام قبوله من قبل الجمهور؛ في الواقع، عثر على نسخ منهُ على رسائل مؤرخة في 15 يوليو. كان سكان نيويورك على دراية بالفعل بالطوابع التي كانت تقدمها شركات البريد الخاصة سابقًا. في الواقع، كانوا معتادين تمامًا على رؤية الطوابع التي تحمل صورة جورج واشنطن. في فبراير 1842، طبعت شركة بريد في نيويورك، وهي شركة City Despatch Post، إصدارًا خامًا إلى حد ما بقيمة 3 سنتات من طابع واشنطن ليستخدمه عملاؤها (أول طابع بريدي لاصق يطبع في نصف الكرة الغربي)؛ وقدمت الخدمة نسخة ثانية من طابع واشنطن هذا بأحرف معدلة بعد عدة أشهر عندما اشترت هيئة البريد الأمريكية الشركة كشركة تابعة لاستمرار استلام البريد المحلي وتسليمه.
كانت طابعات نيويورك المؤقتة متوفرة فقط في مكتب بريد المدينة، ولضمان صحتها، كان مدير مكتب البريد أو أحد ممثليه يوقع على كل طابع بالحبر الأحمر. أما طابع موريس الملكي، فلا يوجد إلا على نسبة ضئيلة من الطوابع؛ وقد وقع معظم هذا العمل الإداري الشاق على عاتق أصغر صهريه اللذين عيّنهما مساعدين لهُ في مكتب البريد: ألونزو كاسل مونسون، البالغ من العمر 23 عامًا، والذي أصبحت علامته التجارية ACM شائعة الاستخدام.
لاقت هذه الطوابع المؤقتة رواجًا واسعًا. في المجمل، أرسلت شركة راودون، رايت، وهاتش ثماني عشرة شحنة من الطوابع المؤقتة إلى مكتب بريد نيويورك، وكان آخرها في 7 يناير 1847، ليصل إجمالي الطوابع المُسلّمة إلى 143,600 طابع. كان تصميم الطوابع لهذا الإصدار وجودته عالية لدرجة أنه عندما شرع مكتب البريد الأمريكي في إصدار طوابع بريد وطنية بعد عدة أشهر، تعاقد فورًا مع الشركة (التي أُعيدت تسميتها الآن إلى راودون، رايت، هاتش، وإدسون) لطباعتها، متجاوزًا بذلك عملية المناقصة التنافسية المعتادة.
أدى ظهور أول طوابع بريد وطنية أمريكية في الأول من يوليو عام 1847 إلى إنهاء الحاجة إلى الطوابع المؤقتة. أما بالنسبة لطوابع الولايات المتحدة لعام 1847 ، قدم الطابع تصميمًا مشابهًا في الأسلوب لتصميم الإصدار المؤقت، ولكنهُ أصغر حجمًا بنسبة تزيد عن ٢٠٪. لم يطبع أي إصدار أمريكي نهائي لاحق، حتى ما يُسمى بالأوراق النقدية الكبيرة من عام 1870 إلى عام 1890، بحجم إصدار طابع مدير مكتب بريد نيويورك المؤقت.

## الأرث
توجد طوابع بريد نيويورك المؤقتة ضمن مجموعة متنوعة من الأنواع القابلة للتحصيل، والتي تختلف قيمتها اختلافًا كبيرًا في سوق الطوابع. ونظرًا لقلق مدير البريد بشأن الطوابع المزيفة، قرر وضع الأحرف الأولى من اسم كل طابع، بمساعدة مساعديه، مما أدى في النهاية إلى ظهور عدة اختلافات محتملة في علامات الطوابع. في دليل سكوت للطوابع، تُقدَّر قيمة النسخ المستعملة التي تحمل الشكل الأكثر شيوعًا للحرف الأول من اسم ألونزو كاسل مونسون، شقيق مدير البريد، "ACM"، بـ 500 دولار، لكن هذا المبلغ يرتفع في نسخ "ACM" التي تتصل فيها الأحرف أو تفصلها نقاط. وتُباع النسخ غير الموقعة بسعر أعلى. أما النسخ التي تحمل الحرف "RHM" الخاص بمدير البريد روبرت هـ. موريس، فتُباع بعدة آلاف؛ وحتى هذا المبلغ يتضاعف بشكل كبير في حالة النسخ النادرة للغاية التي تحمل الأحرف الأولى النادرة، "MM" أو "MMJr"، وهي نسخ شقيق ألونزو الأكبر مارسينا مونسون الابن. كما تُباع النسخ غير المستخدمة بسعر أعلى، وخاصةً تلك التي تحتوي على صمغ، وهي نادرة جدًا. وبينما طُبعت معظم الطوابع على ورق منسوج مزرق، إلا أنه من الممكن العثور على أنواع مختلفة من الورق أحيانًا، وقد تكون الطوابع عليها باهظة الثمن أيضًا.
لطالما كانت هذه الطوابع من التحف المفضلة لدى هواة جمع الطوابع. على سبيل المثال، حصل هنري ج. لافام على ميدالية ذهبية في معرض نيويورك الدولي لهواة جمع الطوابع عام ١٩٢٦ عن مجموعته من الطوابع المؤقتة لمكتب بريد نيويورك، والتي ضمت أكثر من ٧٠٠ طابع، منها ستة تحمل رمز "RHM" النادر، ولوحة كاملة جُمعت من أربعين طابعًا.